# Alen Halilović
Alen Halilović (Ragusa, 18 de junio de 1996) es un futbolista croata que juega de centrocampista en el Fortuna Sittard de la Eredivisie.
Es hijo del exfutbolista profesional Sejad Halilović, quien fue internacional con las selecciones de Croacia y de Bosnia y Herzegovina.

## Trayectoria

### Dinamo Zagreb
Halilović comenzó su carrera en las divisiones inferiores del Dinamo Zagreb, con el que firmó un contrato profesional el 27 de junio de 2012. El 27 de septiembre del mismo año debutó con el club luego de entrar en reemplazo de Sammir en los últimos diez minutos del clásico contra el Hajduk Split. Esto lo convirtió en el jugador más joven en debutar con el Dinamo, ya que al momento de entrar al campo tenía dieciséis años y ciento dos días. En el encuentro siguiente, contra el Slaven Belupo, y tras estar cinco minutos en el campo, marcó el definitivo 4-1 de su equipo, con lo que rompió el récord de su compañero Mateo Kovačić al volverse el futbolista más joven en anotar en la Liga croata, con dieciséis años y ciento trece días. El 24 de octubre del mismo año, debutó en una competición UEFA tras ingresar en el tiempo de descuento del encuentro contra el París Saint-Germain F. C. de la Liga de Campeones. Terminó su primera temporada como profesional con el título de la Liga 2012-13, que su equipo ganó con veinte puntos de ventaja sobre su más cercano perseguidor, el Lokomotiva Zagreb.
Tuvo un homenaje de despedida con el club en el que le dieron una camiseta del cuadro en el que militó prácticamente toda su vida futbolística hasta la fecha.

### F. C. Barcelona "B"

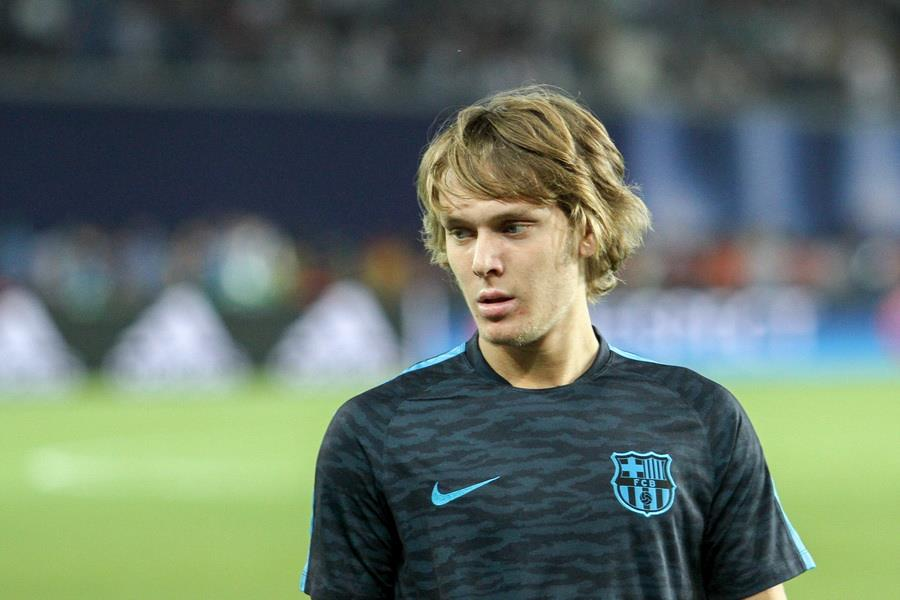
Halilović con el F. C. Barcelona en 2015.

El 28 de febrero de 2014 anunció a través de su cuenta de Instagram que se sumaría al F. C. Barcelona al final de la temporada. Finalmente el 27 de marzo, el club azulgrana anunció de manera oficial el acuerdo por 2,2 millones de euros y que firmaría por cinco temporadas, comenzando a jugar en el F. C. Barcelona "B". El 26 de mayo fue presentado por el club catalán.
Realizó la pretemporada con el primer equipo y debutó el 19 de julio de 2014 frente al R. C. Recreativo de Huelva en la disputa del Trofeo Colombino, partido que terminó con el marcador de 1-0 favorable a los culés, con Halilović jugando los primeros 45 minutos.
Su debut oficial con el F. C. Barcelona "B" fue el 23 de agosto de 2014 frente al C. A. Osasuna, haciéndolo de titular y jugando todo el partido. El 22 de noviembre de 2014 marcó su primer gol con el Barcelona "B" ante la S. D. Ponferradina; fue el autor del 3-1 a favor de su equipo en un partido que terminó 4-4.
Debutó en partido oficial con el primer equipo el 15 de enero de 2015 en el partido de vuelta de los octavos de final de la Copa del Rey en la victoria por 0-4 ante el Elche C. F.; entró al terreno de juego en el minuto 62 en sustitución de Adama Traoré.

### Real Sporting de Gijón
El 21 de agosto de 2015 se confirmó su cesión al Real Sporting de Gijón para la temporada 2015-16. El 29 de agosto de 2015 debutó en Primera División durante un partido que enfrentó al Sporting contra la Real Sociedad de Fútbol en el estadio de Anoeta, tras sustituir a su compañero Carlos Carmona en el minuto 56. Marcó su primer gol en la categoría el 3 de octubre en el enfrentamiento de la jornada 7 con el R. C. D. Español en el estadio Cornellà-El Prat, que finalizó con una victoria de su equipo por 1-2.
El 15 de diciembre, en la vuelta de los dieciseisavos de final de la Copa del Rey, anotó dos goles —uno de penalti— en un empate a tres goles en casa ante el Real Betis Balompié, que venció en la eliminatoria por un 3-5 global.

### Hamburgo S. V.
El 21 de julio de 2016 el Barcelona lo traspasó al Hamburgo S. V. a cambio de 5 millones de euros.

### U. D. Las Palmas
El 26 de enero de 2017 se confirmó su cesión a la U. D. Las Palmas hasta el final de la temporada 2017-18. Cuatro días después hizo su debut con el equipo amarillo en la victoria por 3-1 frente al Valencia C. F. correspondiente a la vigésima jornada del campeonato.

### A. C. Milan
El 7 de julio de 2018 se anunció su fichaje por el A. C. Milan. Firmó por tres años y el Hamburgo percibiría un 20% de cualquier futuro traspaso del futbolista, aunque terminó siendo cedido al Standard Lieja en enero de 2019 y al S. C. Heerenveen en septiembre del mismo año.
El 5 de octubre de 2020 llegó un acuerdo para rescindir su contrato. En noviembre se incorporó al Birmingham City F. C. hasta final de temporada. La siguiente siguió en Inglaterra jugando para el Reading F. C.
En julio de 2023, tras un breve paso por su país con el H. N. K. Rijeka, regresó a los Países Bajos después de fichar por el Fortuna Sittard.

## Selección nacional

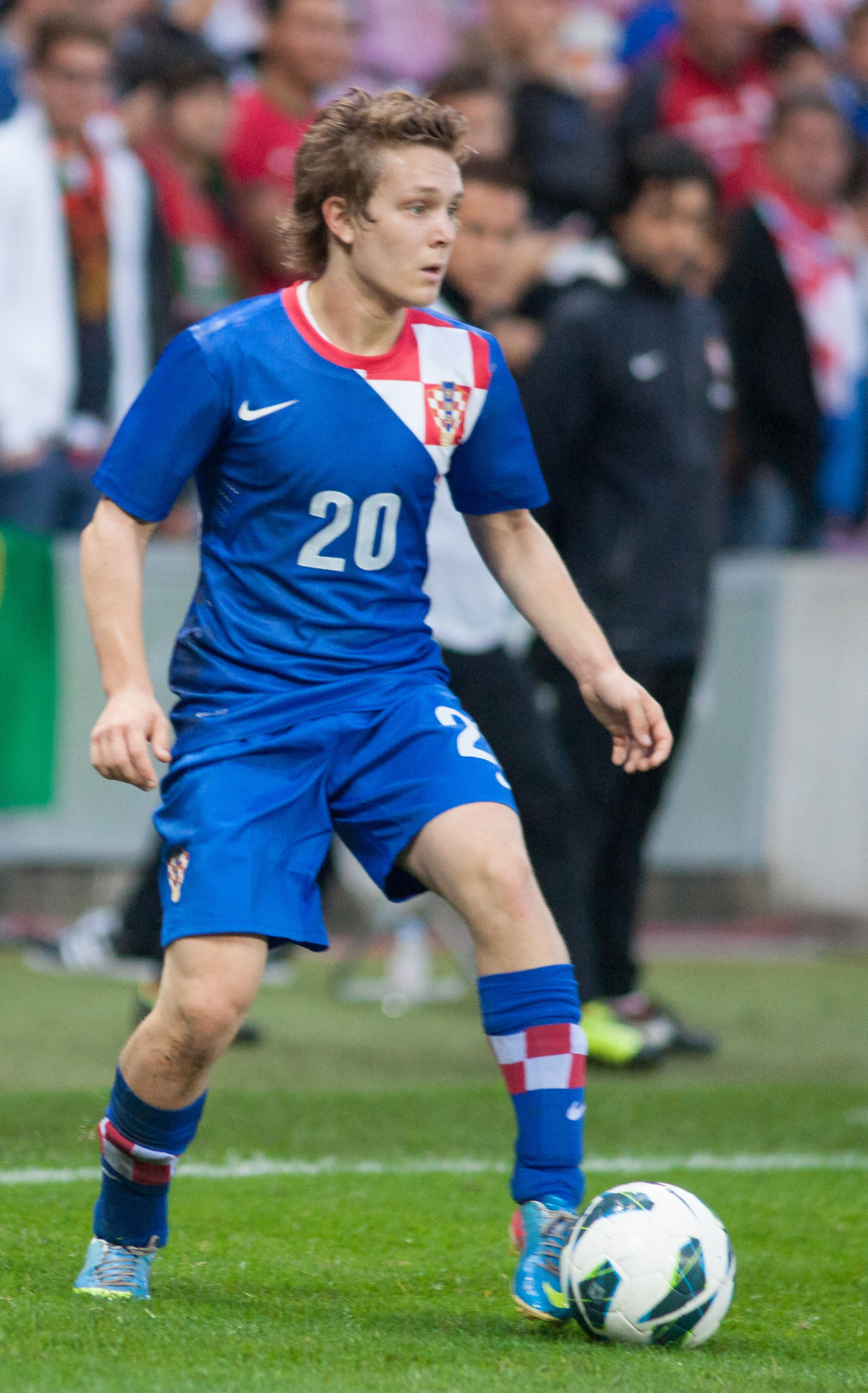
Halilović jugando un amistoso con la selección croata.

### Categorías inferiores
Fue internacional con Croacia en las categorías sub-14, sub-15, sub-16, sub-17 y sub-21. Participó en la fase de clasificación para el Campeonato Europeo sub-17 de 2013, en la que jugó cuatro partidos y dio dos asistencias. Ya en la fase final, jugó tres partidos y anotó un gol en una victoria por 2-1 frente a Ucrania.
Posteriormente, formó parte de la plantilla de Croacia que disputó el Mundial sub-17 de 2013 y jugó tres partidos en los que logró anotar un gol frente a Uzbekistán.
| Mundial                               | Sede                   | Resultado      | P. J. | Goles |
| ------------------------------------- | ---------------------- | -------------- | ----- | ----- |
| Copa Mundial de Fútbol Sub-17 de 2013 | Emiratos Árabes Unidos | Fase de grupos | 3     | 1     |

| Selección        | Categoría | Años      | Aportaciones | Aportaciones |
| Selección        | Categoría | Años      | Partidos     | Goles        |
| ---------------- | --------- | --------- | ------------ | ------------ |
| Selección croata | Sub-14    | 2010      | 2            | 1            |
| Selección croata | Sub-15    | 2010-2011 | 6            | 3            |
| Selección croata | Sub-16    | 2012      | 4            | 1            |
| Selección croata | Sub-17    | 2012-2013 | 13           | 3            |
| Selección croata | Sub-21    | 2014      | 6            | 0            |

### Selección absoluta
El 10 de junio de 2013 debutó con la selección absoluta tras reemplazar en el minuto 50 a Ivan Strinić en un encuentro amistoso frente a Portugal. De esta manera se convirtió en el jugador más joven en jugar con la selección croata.
| 1.°  | 10 de junio de 2013      | Ginebra, Suiza        | Croacia       | 0:1 | Portugal   | Amistoso                            |  |
| 2.°  | 14 de agosto de 2013     | Vaduz, Liechtenstein  | Liechtenstein | 2:3 | Croacia    | Amistoso                            |  |
| 3.°  | 10 de septiembre de 2013 | Jeonju, Corea del Sur | Corea del Sur | 1:2 | Croacia    | Amistoso                            |  |
| 4.°  | 4 de septiembre de 2014  | Pula, Croacia         | Croacia       | 2:0 | Chipre     | Amistoso                            |  |
| 5.°  | 9 de septiembre de 2014  | Zagreb, Croacia       | Croacia       | 2:0 | Malta      | Clasificación para la Eurocopa 2016 |  |
| 6.°  | 13 de octubre de 2014    | Osijek, Croacia       | Croacia       | 6:0 | Azerbaiyán | Clasificación para la Eurocopa 2016 |  |
| 7.°  | 12 de noviembre de 2014  | Londres, Inglaterra   | Argentina     | 2:1 | Croacia    | Amistoso                            |  |
| 8.°  | 24 de marzo de 2016      | Osijek, Croacia       | Croacia       | 2:0 | Israel     | Amistoso                            |  |
| 9.°  | 27 de mayo de 2016       | Koprivnica, Croacia   | Croacia       | 1:0 | Moldavia   | Amistoso                            |  |
| 10.º | 11 de junio de 2019      | Varaždin, Croacia     | Croacia       | 1:2 | Túnez      | Amistoso                            |  |

## Clubes y estadísticas
- Actualizado hasta el 5 de abril de 2025.[33]

| Club                             | Temporada     | Div.          | Liga  | Liga  | Copas nacionales | Copas nacionales | Copas internacionales | Copas internacionales | Total | Total |
| Club                             | Temporada     | Div.          | Part. | Goles | Part.            | Goles            | Part.                 | Goles                 | Part. | Goles |
| -------------------------------- | ------------- | ------------- | ----- | ----- | ---------------- | ---------------- | --------------------- | --------------------- | ----- | ----- |
| G. N. K. Dinamo Zagreb · Croacia | 2012-13       | 1.ª           | 18    | 1     | 0                | 0                | 3                     | 0                     | 21    | 1     |
| G. N. K. Dinamo Zagreb · Croacia | 2013-14       | 1.ª           | 26    | 5     | 7                | 2                | 8                     | 0                     | 41    | 7     |
| G. N. K. Dinamo Zagreb · Croacia | Total club    | Total club    | 44    | 7     | 7                | 1                | 11                    | 0                     | 62    | 8     |
| F. C. Barcelona "B" · España     | 2014-15       | 2.ª           | 30    | 4     | -                | -                | -                     | -                     | 30    | 4     |
| F. C. Barcelona "B" · España     | Total club    | Total club    | 30    | 4     | -                | -                | -                     | -                     | 30    | 4     |
| F. C. Barcelona · España         | 2014-15       | 1.ª           | -     | -     | 1                | 0                | -                     | -                     | 1     | 0     |
| F. C. Barcelona · España         | Total club    | Total club    | -     | -     | 1                | 0                | -                     | -                     | 1     | 0     |
| Real Sporting de Gijón · España  | 2015-16       | 1.ª           | 36    | 3     | 1                | 2                | -                     | -                     | 37    | 5     |
| Real Sporting de Gijón · España  | Total club    | Total club    | 36    | 3     | 1                | 2                | -                     | -                     | 37    | 5     |
| Hamburgo S. V. · Alemania        | 2016-17       | 1.ª           | 6     | 0     | 1                | 1                | -                     | -                     | 7     | 1     |
| Hamburgo S. V. · Alemania        | Total club    | Total club    | 6     | 0     | 1                | 1                | -                     | -                     | 7     | 1     |
| U. D. Las Palmas · España        | 2016-17       | 1.ª           | 18    | 0     | 0                | 0                | -                     | -                     | 18    | 0     |
| U. D. Las Palmas · España        | 2017-18       | 1.ª           | 20    | 2     | 1                | 0                | -                     | -                     | 21    | 2     |
| U. D. Las Palmas · España        | Total club    | Total club    | 38    | 2     | 1                | 0                | -                     | -                     | 39    | 2     |
| A. C. Milan · Italia             | 2018-19       | 1.ª           | 0     | 0     | 0                | 0                | 3                     | 0                     | 3     | 0     |
| A. C. Milan · Italia             | Total club    | Total club    | 0     | 0     | 0                | 0                | 3                     | 0                     | 3     | 0     |
| Standard Lieja · Bélgica         | 2018-19       | 1.ª           | 14    | 0     | -                | -                | -                     | -                     | 14    | 0     |
| Standard Lieja · Bélgica         | Total club    | Total club    | 14    | 0     | -                | -                | -                     | -                     | 14    | 0     |
| S. C. Heerenveen · Países Bajos  | 2019-20       | 1.ª           | 17    | 1     | 3                | 0                | -                     | -                     | 20    | 1     |
| S. C. Heerenveen · Países Bajos  | Total club    | Total club    | 17    | 1     | 3                | 0                | -                     | -                     | 20    | 1     |
| Birmingham City F. C. Inglaterra | 2020-21       | 2.ª           | 17    | 1     | 0                | 0                | -                     | -                     | 17    | 1     |
| Birmingham City F. C. Inglaterra | Total club    | Total club    | 17    | 1     | 0                | 0                | -                     | -                     | 17    | 1     |
| Reading F. C. Inglaterra         | 2021-22       | 2.ª           | 11    | 1     | 1                | 0                | -                     | -                     | 12    | 1     |
| Reading F. C. Inglaterra         | Total club    | Total club    | 11    | 1     | 1                | 0                | -                     | -                     | 12    | 1     |
| H. N. K. Rijeka · Croacia        | 2022-23       | 1.ª           | 8     | 1     | 1                | 0                | 2                     | 0                     | 11    | 1     |
| H. N. K. Rijeka · Croacia        | Total club    | Total club    | 8     | 1     | 1                | 0                | 2                     | 0                     | 11    | 1     |
| Fortuna Sittard · Países Bajos   | 2023-24       | 1.ª           | 31    | 4     | 3                | 1                | -                     | -                     | 34    | 5     |
| Fortuna Sittard · Países Bajos   | 2024-25       | 1.ª           | 27    | 2     | 1                | 0                | -                     | -                     | 28    | 2     |
| Fortuna Sittard · Países Bajos   | Total club    | Total club    | 58    | 8     | 4                | 1                | -                     | -                     | 62    | 7     |
| Total carrera                    | Total carrera | Total carrera | 279   | 26    | 20               | 5                | 16                    | 0                     | 315   | 31    |

## Palmarés

### Campeonatos nacionales
| Título               | Club                   | País    | Año  |
| -------------------- | ---------------------- | ------- | ---- |
| Liga croata          | G. N. K. Dinamo Zagreb | Croacia | 2013 |
| Supercopa de Croacia | G. N. K. Dinamo Zagreb | Croacia | 2013 |
| Liga croata          | G. N. K. Dinamo Zagreb | Croacia | 2014 |
| Copa del Rey         | F. C. Barcelona        | España  | 2015 |

### Campeonatos internacionales
| Título              | Club            | Sede             | Año  |
| ------------------- | --------------- | ---------------- | ---- |
| Supercopa de Europa | F. C. Barcelona | Tiflis (Georgia) | 2015 |